# Huichol
El huichol és una llengua de la família utoasteca parlada a Mèxic pels huichols, que es diuen a si mateixos Wixarika i habiten en els estats mexicans de Nayarit, Zacatecas i Jalisco. Està reconeguda per la "Llei de Drets Lingüístics" com una "llengua nacional" de Mèxic, juntament amb altres 62 llengües indígenes i el castellà. El nom huichol prové de l'adaptació al nàhuatl de l'autònim wixarika, perquè en huichol la a es pot sentir com o; r i l són al·lòfons i la pronunciació de x que era sibilant va ser interpretada com a africada tz entre els segles XVII y XVIII (època en què va poder ocórrer el préstec de la paraula), més la pèrdua de la síl·laba -ca, va donar com a resultat huitzol en nàhuatl i la seva castellanització huichol.

## Classificació
El huichol és una llengua utoasteca, del grup mexicà, igual que el pima, el mayo o el nàhuatl, etc. La llengua més propera al huichol és el cora o nayeri, amb el qual forma la branca corachol.

## Descripció lingüística
El huichol és una llengua mesoamericana que mostra nombrosos trets definitoris de l'àrea lingüística mesoamericana. El huichol a més és una llengua tonal que distingeix dos tons, "alt" i "baix".

### Fonologia
L'inventari de consonants és similar al de proto-utoasteca i el d'altres llengües utoasteques:
|                     | Bilabial | Coronal | Retroflexa | Palatal | Velar | Labio- velar | Glotal |
| ------------------- | -------- | ------- | ---------- | ------- | ----- | ------------ | ------ |
| Oclusiva            | p        | t       |            |         | k     | kʷ           | ʔ      |
| Fricativa/ Africada |          | s~c     | x*         |         |       | h            | h      |
| Vibrant             |          | r       | x*         |         |       |              |        |
| Aproximant          |          |         |            | y       |       | w            |        |
| Nasal               | m        | n       |            |         |       |              |        |
Aquí s'ha usat la notacin fonètica Americanista en què /c/ i /y/ equivalen als signes de l'AFI /t͡s/ i /j/, respectivamene. La realització del fonema /x/ varia d'un dialecte a un altre, des d'una fricativa retroflexa [ʂ~ʐ] (dialecte oriental) a una vibrant múltiple [r] (dialecte occidental).
Quant a les vocals es té un inventari de vuit elements, quatre vocals breus /a, e, i, i, u/ i les seves contrapartides llargues /ā, ē, ī, ī, ū/, que es distribueixen el tracte bucal més o menys de la següent forma:
|            | Anterior | Central | Posterior |
| ---------- | -------- | ------- | --------- |
| Tancada    | i, ī     | i, ī    | u, ū      |
| No-tancada | e, ē     | a, ā    | a, ā      |

### Gramàtica
El huichol és com altres llengües utoasteques com el nàhuatl una llengua incorporant. el huichol tipològicament presenta una tendència polisintètica amb un grau de polisíntesi major que llengües properament emparentades com el nàhuatl, ja que té mitjans morfològics més nombrosos i complexos que permeten marcar gramaticalment en el predicat (forma verbal) un nombre major de característiques dels arguments verbals. Prenguin-se per exemple aquestes oracions:
|             | OD singular | OD plural |
| ----------- | --- | --- |
| OI singular | xapa nepirutaʔutiiri /xapa ne-pi-ʔir-ʔu-ta-ʔu-tii-ri/ carta 1SG.SUBJ-PRI-SG.OBJ-SG-tinta-TR/APL-APL 'Li vaig escriure una carta'       | xapa nepitiʔutiiri /xapa ne-pi-ʔi-ti-ʔu-tii-ri/ carta 1SG.SUJ-PRI-PL.OBJ-SG-tinta-TR/APL-APL 'Li vaig escriure cartes'     |
| OI plural   | xapa nepiwarutaʔutiiri /xapa ne-pi-war-ʔu-ta-ʔu-tii-ri/ carta 1SG.SUJ-PRI-EXP-SG.OBJ-PL-tinta-TR/APL-APL 'Els vaig escriure una carta' | xapa nepiwatiʔutiiri /xapa ne-pi-wa-ti-ʔu-tii-ri/ carta 1SG.SUBJ-PRI-PL.OBJ-PL-tinta-TR/APL-APL 'Els vaig escriure cartes' |
Observi's la forma complexa del verb que inclou marques per al subjecte, l'objecte directe (singular ta- / plural ti-) i l'objecte indirecte (sg. ʔi- / pl. wa-). L'objecte explícit xapa 'carta(s)' àdhuc pot "incorporar-se" per formar una forma holofràstica:
nepiitixapaʔutiiri 'Li vaig escriure cartes'
/ne-pi-ʔi-ti-xapa-ʔu-tii-ri/
També és possible expressar l'acció d'escriure-li coses a algú en general (ti-):
nepitiutiʔutiiri 'Li vaig escriure (alguns escrits)'
/ne-pi-ti-ʔi-ʔu-ti-ʔu-tii-ri/
El huichol té una tendència fortament polisintètica pel que moltes de les seves oracions tendeixen a ser holofrases, el següent exemple és una paraula formada per 28 morfs segmentals (la major part monosil·làbics):
Tsimekamɨkakate(ni)xetsihanuyutitsɨɨkíriyekukuyatsitɨiriexɨaximekaitsie(/kɨ)tɨkaku.
/Tsi-me-ka-mɨ-ka-ka-te-(ni)-xe-tsi-hanu-yu-ti-tsɨɨkí-ri-ye-ku-ku-ya-tsi-tɨi-rie-xɨa-xime-kai-tsie-(/kɨ)-tɨ-kaku/
'Encara quan eren a punt de fer barallar als seus gossos en la pujada'
El lexema principal de l'anterior forma és ku 'lluitar' (marcat en negreta) i en la paraula apareix incorporat la forma lèxica tsɨɨk*í 'gos', la resta de morfs són morfemes gramaticals (gramema).
Els pronoms personals i demostratius independents, és a dir, aquells que poden aparèixer com a paraules independents no lligades al verb són els següents:
|            | Personales | Personales | Demostrativos |
| singular   | plural     |            | Demostrativos |
| ---------- | ---------- | ---------- | ------------- |
| 1a persona | ne         | ta-me      | ʔikɨ          |
| 2a persona | ʔekɨ       | xe-me      | ʔiyá          |
| 3a persona | mɨkɨ       | mɨ-me      | mɨkɨ          |
En estas formas -me és una marca de plural que aparece también en otros contextos. Las marcas de persona en el verbo so prefijos relacioandos en su mayoría con las formas anteriores:
|            | marques de subjecte | marques de subjecte | marques d' objecte | marques d' objecte | marques reflexives | marques reflexives |
| singular   | plural              | singular            | plural             | singular           | plural             |                    |
| ---------- | ------------------- | ------------------- | ------------------ | ------------------ | ------------------ | ------------------ |
| 1a persona | ne-                 | te-                 | ne-                | ta-/te-            | ne-/yu-            | ta-/yu-            |
| 2a persona | pe-                 | xe-                 | ʔa-/ma-            | xe-                | ʔa-/yu-            | yu-                |
| 3a persona | Ø                   | me-                 | i-/Ø               | wa-                | yu-                | yu-                |

## Mitjans de comunicació
El huichol, com altres llengües indígenes, és usat com una de les llengües vehiculars de l'emissora XEJMN-AM, dependent de la CNDPI i que emet des de Jesús María (Nayarit)
El grup de música popular mexicana Huichol Musical, compost per quatre homes huichols de Santa Catarina, Mezquitic, Jalisco, escriuen cançons que fusionen el llenguatge i la música d'estil huichol amb lletra en espanyol i les tendències musicals més actuals. El seu major èxit, "Cuisinela" va atreure l'atenció de tot el món i el seu àlbum del mateix nom va ser nominat al Grammy en la categoria de "Millor Àlbum Regional Mexicà" el 2008.

## Rescursos per aprendre la llengua
- Grimes, José. «Hablemos español y huichol (Let's Speak Spanish and Huichol)». Instituto Lingüístico de Verano, 2008. Arxivat de l'original el 2013-09-24. [Consulta: 19 setembre 2013].
- Santos García, Saúl; Tutupika Carrillo de la Cruz; Marina Carrillo Díaz. 2008. Taniuki: curso de Wixárika como segunda lengua. [Taniuki [Our language], course in Huichol as a second language] Nayarit, Mexico: Universidad Autónoma de Nayarit. 90 pp. In Spanish. (news report announcing publication of the book Arxivat 2013-02-01 at Archive.is)

### Vocabulari i diccionaris
- Vocabulario huichol[Enllaç no actiu] (1954) McIntosh y Grimes. 121 p.
- Grimes, José; Barbara Grimes. «'AIXÜA TEPÜTEU'ERIE [Tenemos salud [We Are Well]]». Instituto Lingüístico de Verano, 2008. Arxivat de l'original el 2013-12-02. [Consulta: 19 setembre 2013].

### Gramàtica
- Iturrioz Leza, José Luis, Julio Ramírez de la Cruz, et al. 1999. Gramática Didáctica del Huichol: Vol. I. Estructura Fonológica y Sistema de Escritura (in PDF). Guadalajara: Departamento de Estudios en Lenguas Indígenas, Universidad de Guadalajara; Secretaria de Educación Pública. This is volume XIV of Función.
- Iturrioz, José Luis, ed. 2004. Lenguas y literaturas indígenas de Jalisco. Guadalajara: Secretaría de Cultura, Gobierno del Estado de Jalisco. The bulk of the book addresses the grammar of the Huichol language.
- Iturrioz, José Luis & Gómez López, Paula. 2006. Gramática Wixárika I. LINCOM Europa. Studies in Native American Linguistics; 3. ISBN 3-89586-061-1. 268 pp. (Reference grammar)
- Iturrioz, José Luis & Gómez López, Paula. 2009. Gramática Wixárika II/III. München/Múnic: LINCOM Europa. 280 pp. (Reference grammar)

### Àudio
- «Words of Life - Huichol - Audio Bible stories and lessons». Global Recordings Network. [Consulta: 18 setembre 2013].